# Saincaize-Meauce
Saincaize-Meauce est une commune française située dans le département de la Nièvre, en région Bourgogne-Franche-Comté.

## Géographie
Entre Loire et Allier, la commune marque le début de la Sologne bourbonnaise. Elle se situe dans une région d'élevage du Charolais.

### Hydrographie
- La rivière Allier.

### Climat
Pour des articles plus généraux, voir Climat de la Bourgogne-Franche-Comté et Climat de la Nièvre.
En 2010, le climat de la commune est de type climat océanique dégradé des plaines du Centre et du Nord, selon une étude du Centre national de la recherche scientifique s'appuyant sur une série de données couvrant la période 1971-2000. En 2020, Météo-France publie une typologie des climats de la France métropolitaine dans laquelle la commune est exposée à un climat océanique altéré et est dans la région climatique  Centre et contreforts nord du Massif Central, caractérisée par un air sec en été et un bon ensoleillement. 
Pour la période 1971-2000, la température annuelle moyenne est de 11,2 °C, avec une amplitude thermique annuelle de 15,8 °C. Le cumul annuel moyen de précipitations est de 847 mm, avec 11,9 jours de précipitations en janvier et 7,8 jours en juillet. Pour la période 1991-2020, la température moyenne annuelle observée sur la station météorologique de Météo-France la plus proche, « Nevers-Marzy », sur la commune de Marzy à 6 km à vol d'oiseau, est de 11,4 °C et le cumul annuel moyen de précipitations est de 783,5 mm. 
La température maximale relevée sur cette station est de 39,4 °C, atteinte le 31 juillet 2020 ; la température minimale est de −25 °C, atteinte le 9 janvier 1985,,. 
Les paramètres climatiques de la commune ont été estimés pour le milieu du siècle (2041-2070) selon différents scénarios d'émission de gaz à effet de serre à partir des nouvelles projections climatiques de référence DRIAS-2020. Ils sont consultables sur un site dédié publié par Météo-France en novembre 2022.

## Urbanisme

### Typologie
Au 1er janvier 2024, Saincaize-Meauce est catégorisée commune rurale à habitat dispersé, selon la nouvelle grille communale de densité à sept niveaux définie par l'Insee en 2022.
Elle est située hors unité urbaine. Par ailleurs la commune fait partie de l'aire d'attraction de Nevers, dont elle est une commune de la couronne,. Cette aire, qui regroupe 93 communes, est catégorisée dans les aires de 50 000 à moins de 200 000 habitants,.

### Occupation des sols
L'occupation des sols de la commune, telle qu'elle ressort de la base de données européenne d’occupation biophysique des sols Corine Land Cover (CLC), est marquée par l'importance des territoires agricoles (92,6 % en 2018), une proportion identique à celle de 1990 (92,6 %). La répartition détaillée en 2018 est la suivante : prairies (59,9 %), terres arables (32,7 %), eaux continentales (3,1 %), zones industrielles ou commerciales et réseaux de communication (2,7 %), forêts (1,6 %). L'évolution de l’occupation des sols de la commune et de ses infrastructures peut être observée sur les différentes représentations cartographiques du territoire : la carte de Cassini (XVIIIe siècle), la carte d'état-major (1820-1866) et les cartes ou photos aériennes de l'IGN pour la période actuelle (1950 à aujourd'hui).

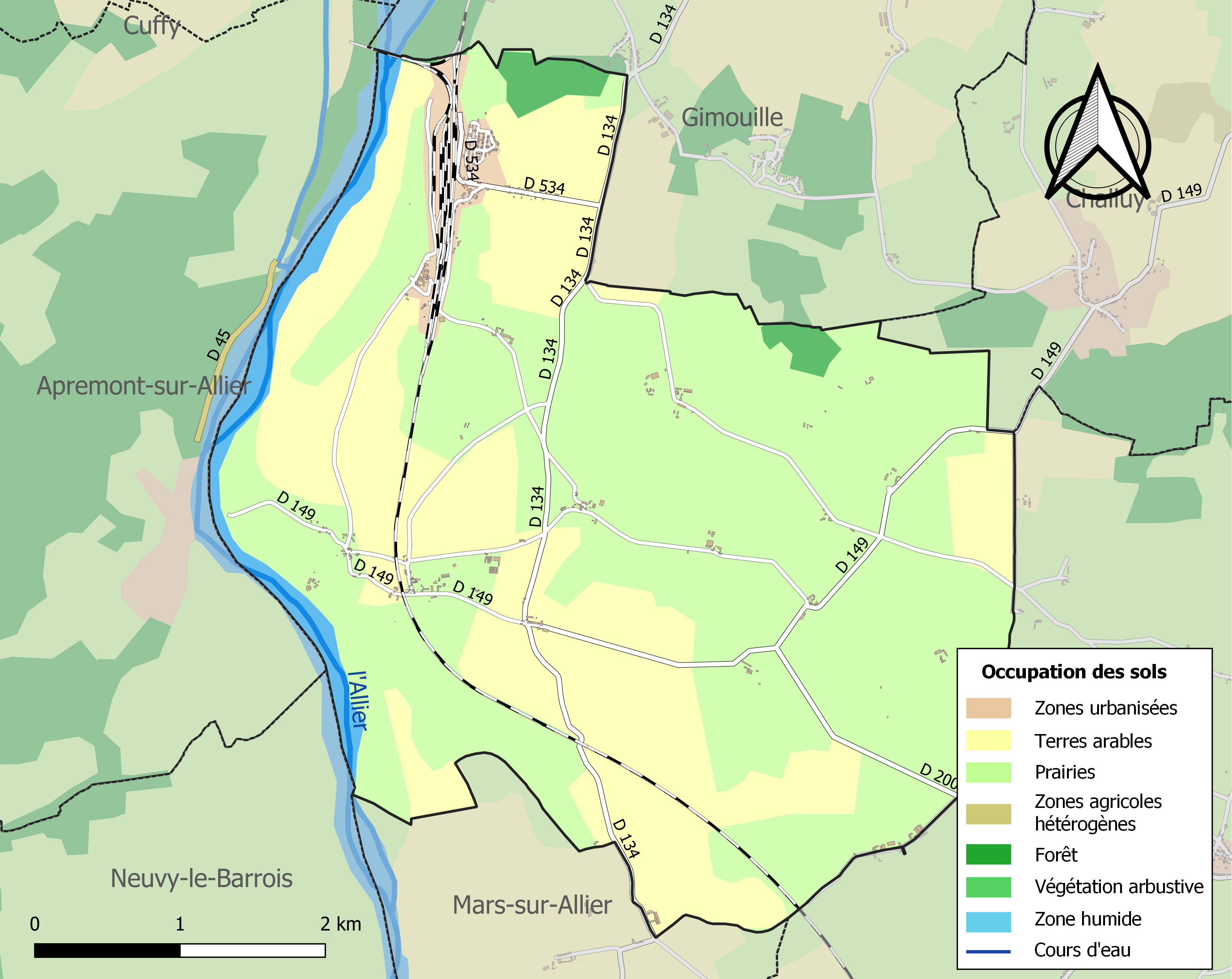
Carte des infrastructures et de l'occupation des sols de la commune en 2018 (CLC).

## Toponymie
Le nom de Saincaize dérive de Sinquatiu, forme masculine de Sinquatia (dérivé de Sinquatis, nom de dieu gaulois).
On relève les formes suivantes : Sana Casa (1287), San Caise (1331), Caize-la-Vallée (an II)...

## Histoire
L'histoire de Saincaize-Meauce est marquée au Moyen Âge par l'importance de la seigneurie de Meauce, qui dépendait des comtes de Nevers. Construit sur l’emplacement d’une ancienne motte féodale qui dominait l’Allier et dont il a emprunté la structure, Meauce est l’un des plus anciens châteaux du Nivernais. Solidement implanté sur l'éperon de Rochefort et défendu par des fossés alimentés par les eaux de l’Allier et une enceinte circulaire, il avait un intérêt stratégique.
Les anciennes paroisses de Saincaize et de Meauce deviennent deux communes à la Révolution. Elles sont fusionnées en 1833.
Entre-temps, au cours de la période révolutionnaire de la Convention nationale (1792-1795), la commune de Saincaize porta provisoirement le nom de Caize-la-Vallée.
En 1849, Saincaize est un tout petit village composé de sept à huit maisons disséminées tout à l’entour de l’église et d’une chétive apparence.
Au XIXe siècle, l'arrivée du chemin de fer favorise le développement de la commune, avec l'établissement d'une gare importante à la bifurcation de la ligne Moret-Veneux-les-Sablons - Lyon-Perrache et de la ligne Vierzon - Saincaize.

## Politique et administration

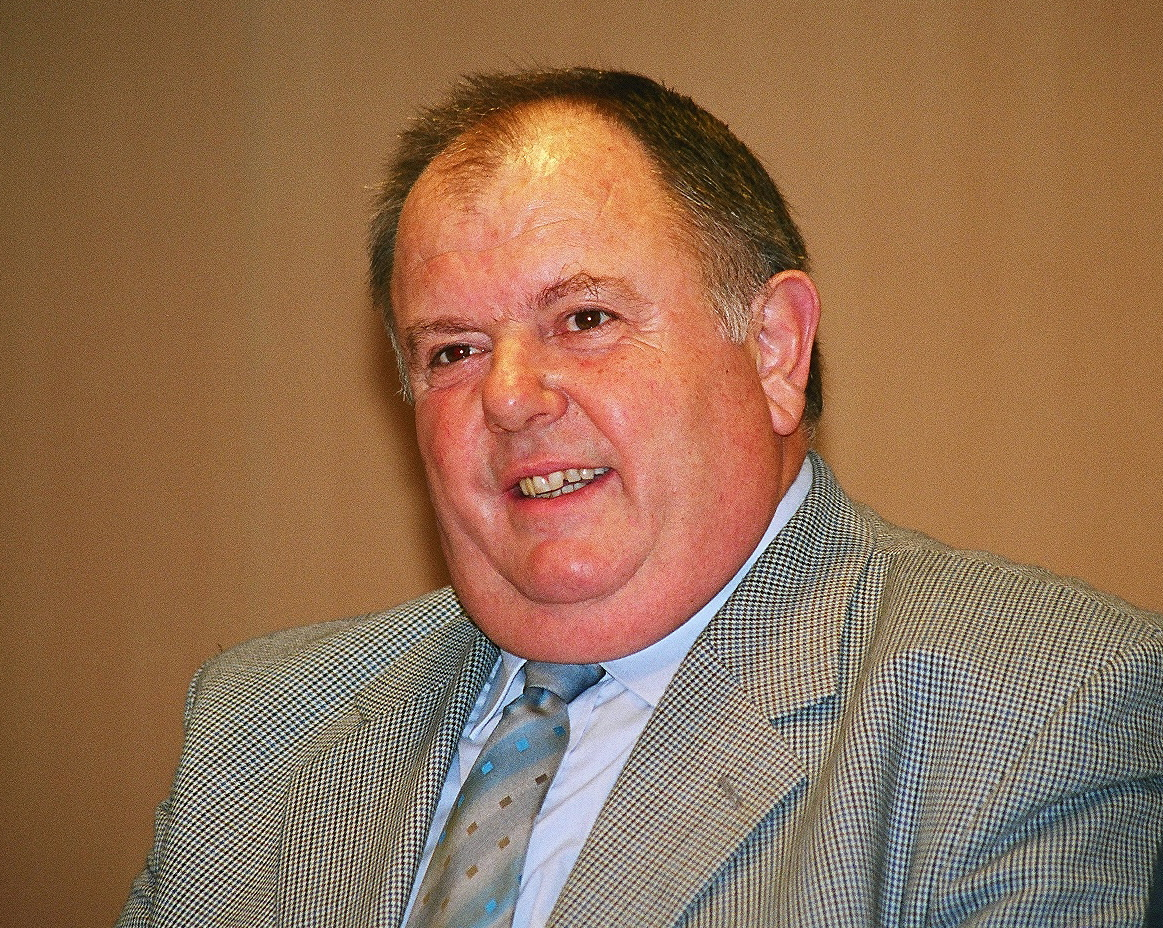
Gérard Aubry.

| Période                                  | Période  | Identité        | Étiquette     | Qualité                               |
| ---------------------------------------- | -------- | --------------- | ------------- | ------------------------------------- |
| avant 1958                               | ?        | Henri Balleret  | Centre gauche | Agriculteur                           |
| avant 1995                               | 2001     | Germain Barbier | DVD           | ?                                     |
| 2001                                     | 2020     | Gérard Aubry    | DVD           | Retraité de la SNCF                   |
| mars 2020                                | En cours | Pascal Dessauny | SE            | Directeur de BBF Réseaux à Saint-Éloi |
| Les données manquantes sont à compléter. |          |                 |               |                                       |

## Démographie
L'évolution du nombre d'habitants est connue à travers les recensements de la population effectués dans la commune depuis 1793. Pour les communes de moins de 10 000 habitants, une enquête de recensement portant sur toute la population est réalisée tous les cinq ans, les populations de référence des années intermédiaires étant quant à elles estimées par interpolation ou extrapolation. Pour la commune, le premier recensement exhaustif entrant dans le cadre du nouveau dispositif a été réalisé en 2008.

En 2022, la commune comptait 364 habitants, en évolution de −4,96 % par rapport à 2016 (Nièvre : −3,28 %, France hors Mayotte : +2,11 %).
| 1793 | 1800 | 1806 | 1821 | 1831 | 1836 | 1841 | 1846 | 1851 |
| ---- | ---- | ---- | ---- | ---- | ---- | ---- | ---- | ---- |
| 300  | 217  | 201  | 201  | 188  | 436  | 432  | 452  | 624  |

| 1856 | 1861 | 1866 | 1872 | 1876 | 1881 | 1886 | 1891 | 1896 |
| ---- | ---- | ---- | ---- | ---- | ---- | ---- | ---- | ---- |
| 460  | 439  | 511  | 507  | 551  | 508  | 476  | 419  | 420  |

| 1901 | 1906 | 1911 | 1921 | 1926 | 1931 | 1936 | 1946 | 1954 |
| ---- | ---- | ---- | ---- | ---- | ---- | ---- | ---- | ---- |
| 443  | 450  | 449  | 569  | 591  | 570  | 650  | 618  | 872  |

| 1962 | 1968 | 1975 | 1982 | 1990 | 1999 | 2006 | 2008 | 2013 |
| ---- | ---- | ---- | ---- | ---- | ---- | ---- | ---- | ---- |
| 917  | 776  | 614  | 456  | 418  | 457  | 433  | 426  | 406  |

| 2018 | 2022 | - | - | - | - | - | - | - |
| ---- | ---- | - | - | - | - | - | - | - |
| 368  | 364  | - | - | - | - | - | - | - |

## Lieux et monuments
- Église Saint-Sulpice de Saincaize[22],
- Église Saint-Joseph datant de 1932 (près de la gare de Saincaize),
- Église Saint-Symphorien de Meauce,
- Château de Meauce, partiellement classé M.H. en 1923, totalement classé en 2017.

- Gare de triage et cité de cheminots.

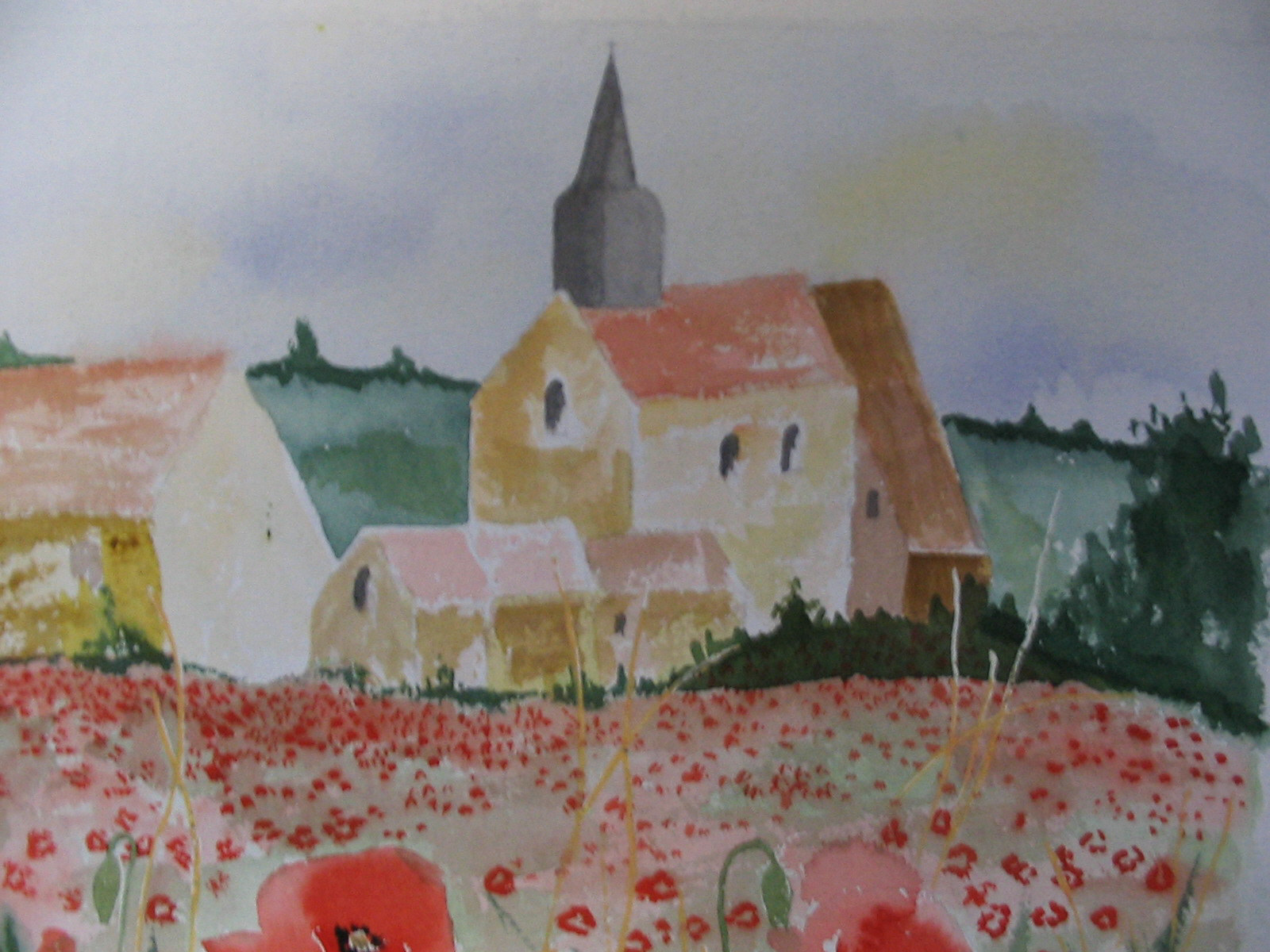
Église Saint-Sulpice.
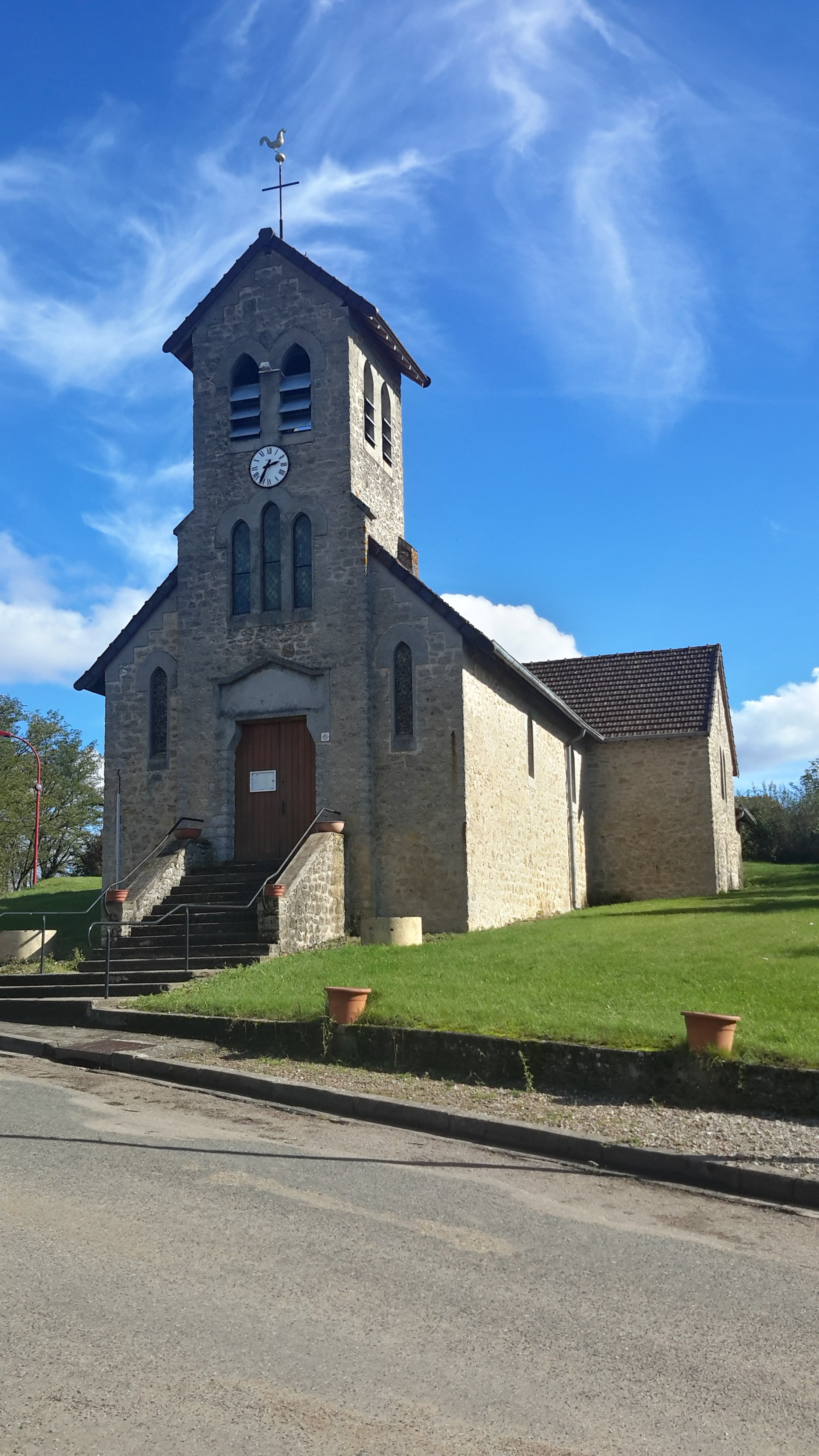
Église Saint-Joseph.